# WYRD (album)
WYRD è il secondo album del gruppo power/folk metal italiano Elvenking.

## Tracce
1. The Losers' Ball – 1:49
2. Pathfinders – 5:22
3. Jigsaw Puzzle – 4:17
4. The Silk Dilemma – 4:19
5. Disappearing Sands (traccia bonus dell'edizione limitata) – 4:41
6. Moonchariot – 6:49
7. The Perpetual Knot – 3:03
8. Another Haven – 5:06
9. A Fiery Stride (traccia bonus dell'edizione limitata) – 4:59
10. Midnight Circus – 5:04
11. A Poem for the Firmament – 12:09

## Formazione
- Kleid - voce
- Jarpen - chitarra, voce growl
- Aydan - chitarra
- Gorlan - basso
- Elyghen - violino, tastiere
- Zender - batteria

### Ulteriori musicisti
- Pauline Tacey - cori, voce femminile in The Losers' Ball e in Jigsaw Puzzle
- Laura De Luca - cori, voce femminile in A Poem for the Firmament
- Giada Etro Ashes you leave - cori, voce femminile in The Silk Dilemma e in Disappearing Sands
- Metti Zimmer - voce in The Perpetual Knot
- Umberto Corazza - flauto

Quartetto d'archi:
- Eleonora Steffan
- Massimo Gattel
- Marco Balbinot
- Elyghen